# Anh hùng dân tộc Việt Nam
Anh hùng dân tộc Việt Nam là thuật ngữ chỉ những người có công kiệt xuất trong cuộc đấu tranh cho sự trường tồn và phát triển của dân tộc Việt Nam, được nhân dân suy tôn làm anh hùng và ghi danh vào lịch sử dân tộc Việt Nam.

## Đặc điểm

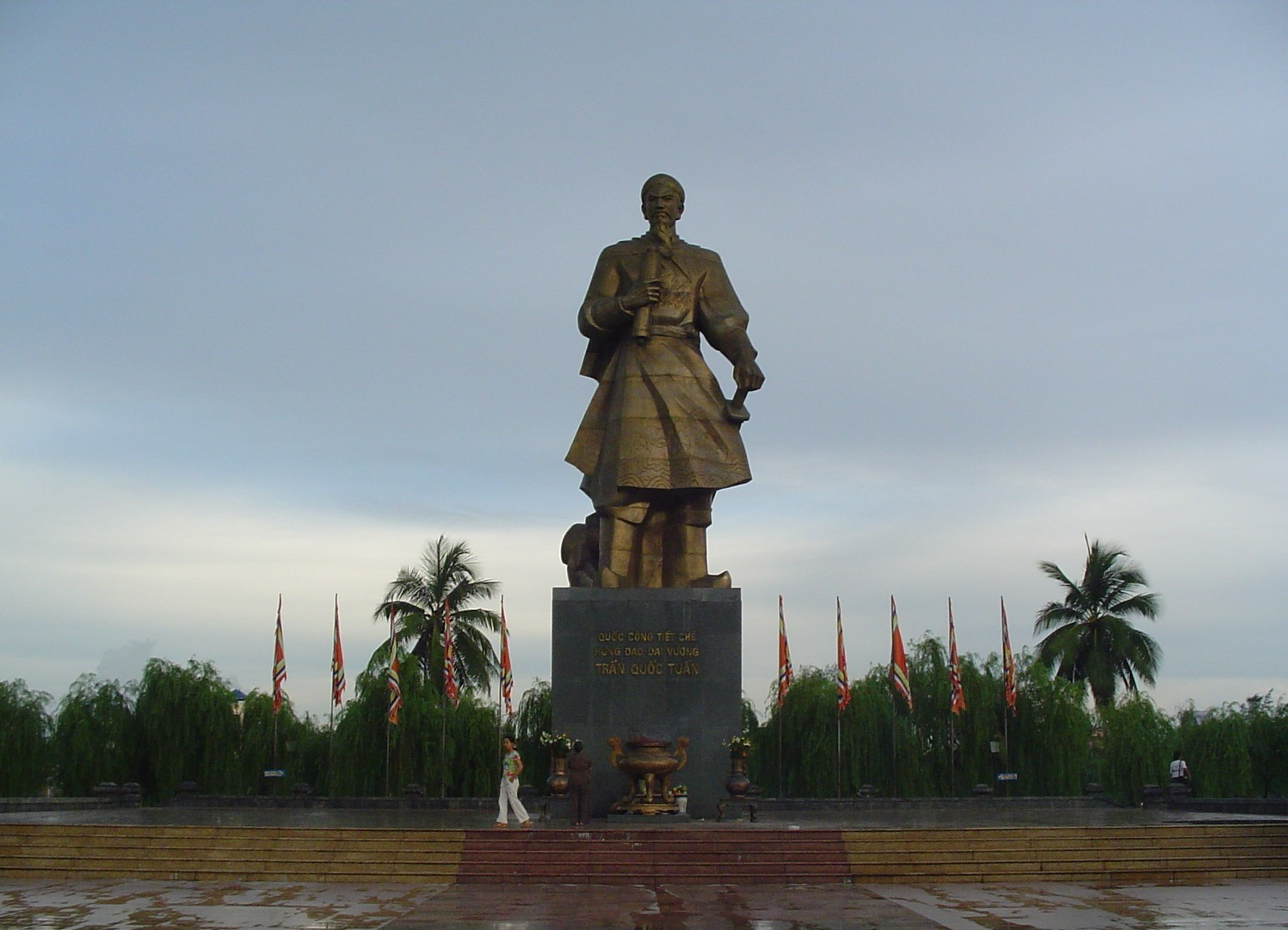
Tượng đài Trần Hưng Đạo ở phường Nam Định, tỉnh Ninh Bình.

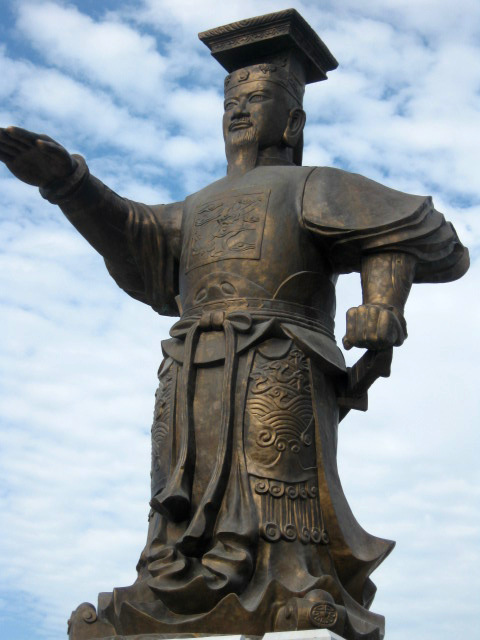
Tượng đài anh hùng dân tộc Đinh Bộ Lĩnh ở Ninh Bình

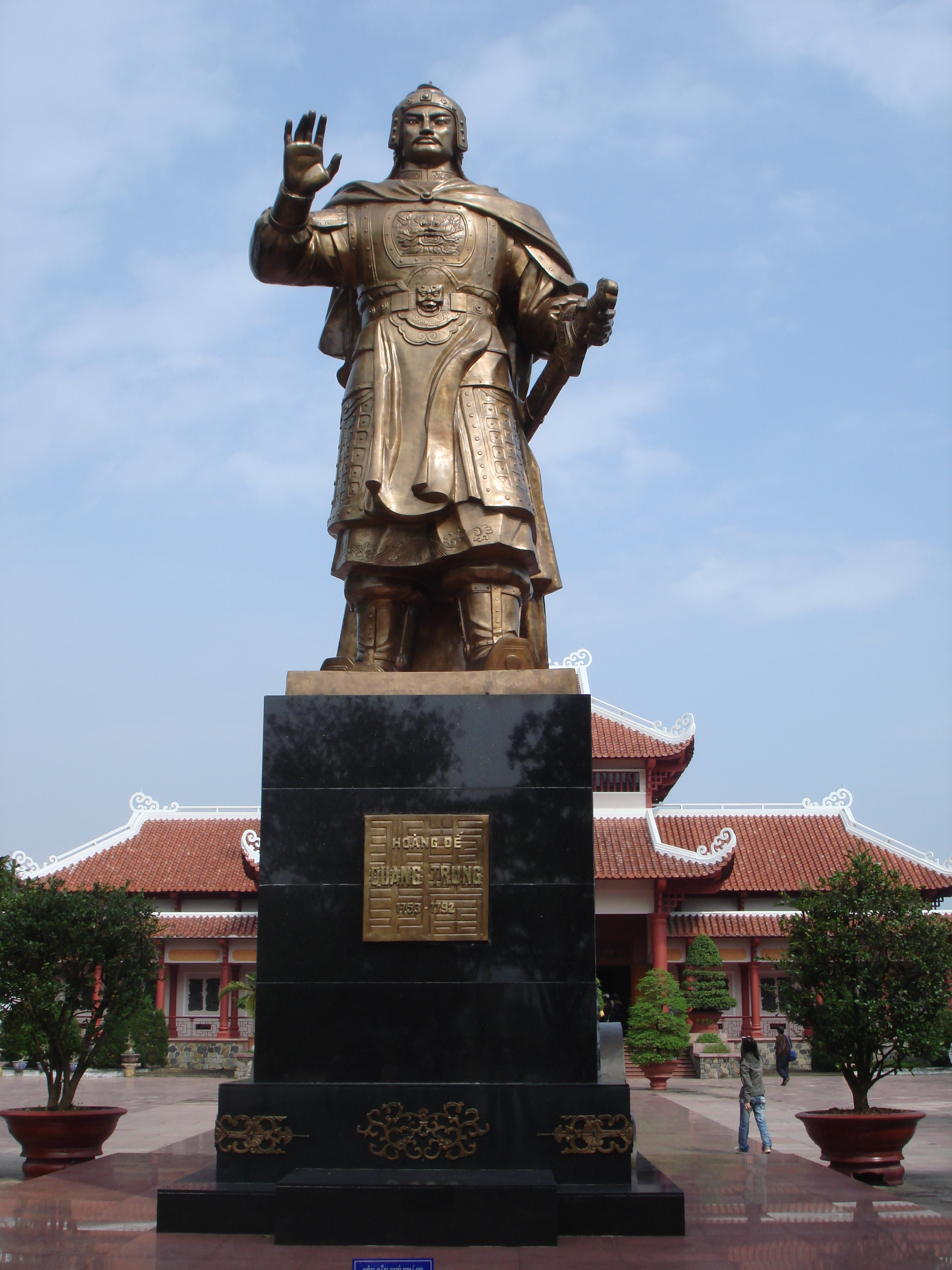
Tượng đài Hoàng đế Quang Trung

Anh hào dân tộc thường xuất hiện ở bước ngoặt lịch sử của dân tộc, trở thành biểu tượng và niềm tự hào bất diệt của dân tộc. Như vậy, Anh hùng dân tộc là danh hiệu cao quý hơn Anh hùng (là người tài năng xuất chúng, công to, đức cả khiến mọi người đều kính phục) và các danh hiệu Anh hùng Lực lượng vũ trang nhân dân và Anh hùng lao động ở Việt Nam.
Trong suốt lịch sử hàng nghìn năm bảo vệ và phát triển đất nước của dân tộc Việt Nam đã xuất hiện nhiều anh hùng tiêu biểu. Năm 2013, lần đầu tiên, Bộ Văn hóa, Thể thao và Du lịch đã đưa ra danh sách 14 vị anh hùng tiêu biểu nhất trong lịch sử Việt Nam để tôn vinh Anh hùng dân tộc theo thứ tự thời gian như sau:
1. Hùng Vương: Quốc tổ của người dân Việt Nam khởi sinh ra thời Hồng Bàng với 18 đời vua trị vì.
2. Hai Bà Trưng, tức Trưng Trắc và Trưng Nhị: 2 nữ thủ lĩnh của cuộc khởi nghĩa chống lại thời kỳ bắc thuộc lần thứ nhất của Nhà Hán.
3. Lý Nam Đế, tức Lý Bí: thủ lĩnh của cuộc khởi nghĩa chống lại thời kỳ bắc thuộc lần thứ hai của Nhà Lương, lập ra Nhà Tiền Lý và nước Vạn Xuân.
4. Ngô Quyền: vị vua đánh bại quân Nam Hán trên sông Bạch Đằng, giành độc lập dân tộc và lập ra Nhà Ngô.
5. Đinh Tiên Hoàng, tức Đinh Bộ Lĩnh: người đánh bại 12 sứ quân và thống nhất Việt Nam, lập ra Nhà Đinh và nước Đại Cồ Việt.
6. Lê Đại Hành tức Lê Hoàn: vị tướng đánh bại quân Tống, lập ra Nhà Tiền Lê.
7. Lý Thái Tổ, tức Lý Công Uẩn: người sáng lập ra Nhà Lý, có công dời đô từ Hoa Lư về Thăng Long.
8. Lý Thường Kiệt: vị tướng của nhà Lý có công đánh bại quân Tống xâm lược, người viết ra Nam Quốc Sơn Hà được xem như bản tuyên ngôn độc lập đầu tiên của Việt Nam.
9. Trần Nhân Tông: vị vua anh minh của Nhà Trần và là người lãnh đạo nhân dân chống quân Mông Cổ và quân Nguyên xâm lược.
10. Trần Hưng Đạo, tức Trần Quốc Tuấn: vị tướng của Nhà Trần và 3 lần chỉ huy nhân dân đánh bại quân Mông - Nguyên.
11. Lê Thái Tổ, tức Lê Lợi: thủ lĩnh cuộc Khởi nghĩa Lam Sơn chống quân Minh, giành độc lập dân tộc và lập ra Nhà Hậu Lê.
12. Nguyễn Trãi: nhà văn hóa và tư tưởng lỗi lạc của nhà Hậu Lê, người viết ra Bình Ngô Đại Cáo được xem như bản tuyên ngôn độc lập lần hai của Việt Nam.
13. Quang Trung, tức Nguyễn Huệ: thủ lĩnh cuộc Khởi nghĩa Tây Sơn, đánh dẹp vua Lê Chiêu Thống – chúa Trịnh và chúa Nguyễn giúp tiến gần đến công cuộc thống nhất Việt Nam, đồng thời đánh bại quân Xiêm và quân Thanh xâm lược lập ra Nhà Tây Sơn.
14. Hồ Chí Minh[4]: vị lãnh tụ của phong trào giành độc lập của Việt Nam thời Pháp thuộc, là người sáng lập Đảng Cộng sản Việt Nam và là người khai sinh ra nước Việt Nam Dân chủ Cộng hòa độc lập và thường được gọi là vị cha già dân tộc. Ông dẫn dắt Việt Nam trong cuộc đấu tranh chống lại quân xâm lược Nhật, Pháp và Mỹ.

## Tiêu chuẩn
14 vị Anh hùng dân tộc Việt Nam đáp ứng được một trong ba tiêu chí sau đây:
1. Người khởi xướng, lãnh đạo cuộc khởi nghĩa chống lại ách đô hộ ngoại xâm, giành độc lập dân tộc;
2. Người đứng đầu 1 vương triều có đóng góp đặc biệt xuất sắc, lãnh đạo dân tộc giành được những thành tựu to lớn trong sự nghiệp dựng nước và giữ nước;
3. Nhà quân sự, chính trị, văn hóa lỗi lạc.

## Danh sách
| STT | Tên             | Quê quán      | Thời đại                  | Nhà nước      | Kinh đô    | Tiêu chuẩn |
| --- | --------------- | ------------- | ------------------------- | ------------- | ---------- | ---------- |
| 1   | Hùng Vương      | Phú Thọ       | Hồng Bàng                 | Văn Lang      | Phong Châu | 2          |
| 2   | Hai Bà Trưng    | Hà Nội        | Hai Bà Trưng              | Lĩnh Nam      | Mê Linh    | 1          |
| 3   | Lý Nam Đế       | Thái Nguyên   | Nhà Tiền Lý               | Vạn Xuân      | Long Uyên  | 1          |
| 4   | Ngô Quyền       | Hà Nội (?)    | Nhà Ngô                   | Tĩnh Hải quân | Cổ Loa     | 1          |
| 5   | Đinh Tiên Hoàng | Ninh Bình     | Nhà Đinh                  | Đại Cồ Việt   | Hoa Lư     | 2          |
| 6   | Lê Đại Hành     | Thanh Hóa (?) | Nhà Tiền Lê               | Đại Cồ Việt   | Hoa Lư     | 1, 2       |
| 7   | Lý Thái Tổ      | Bắc Ninh      | Nhà Lý                    | Đại Cồ Việt   | Thăng Long | 2          |
| 8   | Lý Thường Kiệt  | Hà Nội        | Nhà Lý                    | Đại Việt      | Thăng Long | 3          |
| 9   | Trần Nhân Tông  | Ninh Bình     | Nhà Trần                  | Đại Việt      | Thăng Long | 1,3        |
| 10  | Trần Hưng Đạo   | Ninh Bình     | Nhà Trần                  | Đại Việt      | Thăng Long | 3          |
| 11  | Lê Thái Tổ      | Thanh Hóa     | Nhà Hậu Lê                | Đại Việt      | Đông Kinh  | 1,2        |
| 12  | Nguyễn Trãi     | Hải Phòng     | Nhà Hậu Lê                | Đại Việt      | Đông Kinh  | 3          |
| 13  | Quang Trung     | Gia Lai       | Nhà Tây Sơn               | Đại Việt      | Phú Xuân   | 1,3        |
| 14  | Hồ Chí Minh     | Nghệ An       | Việt Nam Dân Chủ Cộng Hòa | Việt Nam      | Hà Nội     | 1,3        |

## Quy hoạch tượng đài
Các địa phương được đặt địa điểm xây dựng tượng đài Quốc tổ Hùng Vương và 14 vị anh hùng dân tộc khi đạt một trong 4 tiêu chí sau: 
- Địa phương là quê hương của danh nhân anh hùng dân tộc;
- Địa phương gắn liền với sự kiện lịch sử quan trọng ghi đậm dấu ấn về cuộc đời và sự nghiệp của danh nhân anh hùng dân tộc;
- Địa phương có di tích lịch sử, di tích cách mạng hoặc truyền thống văn hóa gắn với danh nhân anh hùng dân tộc;
- Địa phương (vùng, khu vực) được ưu tiên xây dựng công trình tưởng niệm, tạo dựng truyền thống văn hóa về Quốc tổ Hùng Vương.